# Christian Papazoglakis
Christian Papazoglakis, né le 6 septembre 1969 à Bruxelles (province de Brabant), est un auteur de bande dessinée réaliste et de romans graphiques belge.

## Biographie
Christian Papazoglakis naît le 6 septembre 1969 à Bruxelles,,. Il se forme artistiquement à l’Institut Saint-Luc de Bruxelles. 
En 1991, il est cofondateur du groupe pluridisciplinaire Artzoo Graphic. Puis il rejoint le collectif indépendant Hécatombes le temps de quelques albums collectifs en auto-édition, où il rencontre Nikola Witko qui scénarisera Les Bijoux de famille dans la collection « Plombage » aux éditions Les Requins Marteaux en 2001 et Slots en 2002.
À partir de 1998, il travaille comme assistant de Jean Graton sur la série Michel Vaillant, puis rejoint chez Graton éditeur le Studio Graton, avec Robert Paquet et Nedzad Kamenica, pour prendre en charge les dessins de la série et la restauration du catalogue jusqu'en 2009. Graton éditeur crée la collection « Essai libre » pour publier en 2007 La Station indienne, un roman graphique autour de l'automobile. 
Avec Robert Paquet et Nedzad Kamenica, il forme le « Studio paKap » pour travailler sur leurs propres productions graphiques. Parmi eux, plusieurs bandes dessinées de la collection « Plein Gaz » aux éditions Glénat , comme les séries Chapman et Harry Octane, ainsi que les one shots Ayrton Senna, histoires d’un mythe  sur le pilote Ayrton Senna disparu vingt ans plus tôt dont le tirage est de 14 000 exemplaires, Alpine - Le sang bleu et Sebring 70 - la 12e heure, dans la même maison d'édition. 
En 2016, il réalise seul le one shot Les Frères Rodriguez. En 2018, il réalise l'adaptation du roman Stealing Speed de Mat Oxley (en) dans Le Prix de la vitesse,. Il conte l'histoire vraie du pilote est-allemand de Grands Prix moto Ernst Degner durant la guerre froide.  
En 2025, la série 24 Heures du Mans compte 12 volumes, le dernier étant consacré à Jean Rondeau.

### Vie privée
Il vit à Bruxelles.

## Œuvres

### Albums de bande dessinée

#### Chapman
- 1. Les Premières Victoires[15], Glénat, coll. « Plein gaz », Grenoble, 1er février 2012
Scénario : Denis Bernard - Dessin : Christian Papazoglakis, Robert Paquet, Nedzad Kamenica - Couleurs : quadrichromie -  (ISBN 978-2-7234-8430-5)
- 2. Les Années sang et or, Glénat, coll. « Plein gaz », Grenoble, 7 novembre 2012
Scénario : Denis Bernard - Dessin : Christian Papazoglakis, Robert Paquet, Nedzad Kamenica - Couleurs : quadrichromie -  (ISBN 978-2-7234-8997-3)
- 3. Splendeur et drames[16],[17], Glénat, coll. « Plein gaz », Grenoble, 12 juin 2013
Scénario : Denis Bernard - Dessin : Christian Papazoglakis, Robert Paquet, Nedzad Kamenica - Couleurs : quadrichromie -  (ISBN 978-2-7234-9459-5)

#### 24 Heures du Mans
- 1. 1964-1967 : le duel Ferrari-Ford, Glénat, coll. « Plein gaz », Grenoble, 29 octobre 2014
Scénario : Denis Bernard - Dessin : Christian Papazoglakis - Couleurs : Christian Papazoglakis, Robert Paquet, Tanja Cinna -  (ISBN 978-2-344-00318-3)
- 2. 1968-1969 : Rien ne sert de courir[18]…, Glénat, coll. « Plein gaz », Grenoble, 8 juin 2016
Scénario : Youssef Daoudi - Dessin : Christian Papazoglakis - Couleurs : Robert Paquet -  (ISBN 978-2-344-00107-3)
- 3. 1999 : le Choc des Titans, Glénat, coll. « Plein gaz », Grenoble, 30 novembre 2016
Scénario : Laurent-Frédéric Bollée - Dessin : Robert Paquet, Bad - Couleurs : Tanja Cinna -  (ISBN 978-2-344-00591-0),Couverture : Christian Papazoglakis.
- 4. 1972-1974 : les années Matra[19], Glénat, coll. « Plein gaz », Grenoble, 31 mai 2017
Scénario : Denis Bernard - Dessin : Christian Papazoglakis, Robert Paquet - Couleurs : Tanja Cinna -  (ISBN 978-2-344-01377-9)
- 5. 1951-1957 : le triomphe du Jaguar, Glénat, coll. « Plein gaz », Grenoble, 30 mai 2018
Scénario : Denis Bernard - Dessin : Christian Papazoglakis - Couleurs : Tanja Cinna -  (ISBN 978-2-344-02892-6)
- 6. 1923-1930 : la naissance d'une légende, Glénat, coll. « Plein gaz », Grenoble, 22 mai 2019
Scénario : Denis Bernard - Dessin : Christian Papazoglakis - Couleurs : Tanja Cinna -  (ISBN 978-2-344-03558-0)
- 7. 1958-1960 : la fin du règne britannique, Glénat, coll. « Plein gaz », Grenoble, 26 août 2020
Scénario : Denis Bernard - Dessin : Christian Papazoglakis - Couleurs : Tanja Cinna -  (ISBN 978-2-344-04255-7)
- 8. 1961-1963 : rivalités italiennes[20], Glénat, coll. « Plein gaz », Grenoble, 16 juin 2021
Scénario : Denis Bernard - Dessin : Christian Papazoglakis - Couleurs : Tanja Cinna -  (ISBN 978-2-344-04710-1)
- 9. 1970-1971 : Code neuf-un-sept[21], Glénat, coll. « Plein gaz », Grenoble, 15 juin 2022
Scénario : Denis Bernard - Dessin et couleurs : Christian Papazoglakis -  (ISBN 978-2-344-04997-6)
- 10. 100 ans d'innovations[22], Glénat, coll. « Plein gaz », Grenoble, 17 mai 2023
Scénario : Denis Bernard - Dessin : Christian Papazoglakis - Couleurs : Tanja Cinna -  (ISBN 978-2-344-05789-6)
- 11. 1975-1978: L'Art dans la course[23],[24], Glénat, coll. « Plein gaz », Grenoble, 29 mai 2024
Scénario : Denis Bernard - Dessin et couleurs : Christian Papazoglakis -  (ISBN 978-2-344-06392-7)
- 12. 1979-1980 : L'enfant du pays, Glénat, coll. « Plein gaz », Grenoble, 28 mai 2025
Scénario : Denis Bernard - Dessin : Christian Papazoglakis - Couleurs : Tanja Cinna, Ali Rahmoun -  (ISBN 978-2-344-06752-9)

#### Les Bijoux de famille
- 1. Les Bijoux de famille, Les Requins Marteaux, coll. « Plombage », 1er trimestre 2001
Scénario et couleurs : Nikola Witko - Dessin : Christian Papazoglakis -  (ISBN 2909590526)
- 2. Slots[4], Les Requins Marteaux, coll. « Plombage », octobre 2002
Scénario et couleurs : Nikola Witko - Dessin : Christian Papazoglakis -  (ISBN 2-909590-80-1)

#### Harry Octane
- 1. Transam[25], Glénat, coll. « Plein gaz », Grenoble, 1er février 2012
Scénario et dessin : Christian Papazoglakis - Couleurs : Tanja Cinna -  (ISBN 978-2-7234-8433-6)
- 2. Virage mystique[26], Glénat, coll. « Plein gaz », Grenoble, 20 mars 2013
Scénario et dessin : Christian Papazoglakis - Couleurs : Tanja Cinna -  (ISBN 978-2-7234-9041-2)

#### Alpine
- Le Sang bleu[27], Glénat, coll. « Plein gaz », Grenoble, 29 janvier 2014
Scénario : Denis Bernard - Dessin : Christian Papazoglakis, Robert Paquet - Couleurs : quadrichromie -  (ISBN 978-2-7234-9900-2)

#### Ayrton Senna - Histoires d'un mythe
- Ayrton Senna - Histoires d'un mythe[28], Glénat, coll. « Plein gaz », Grenoble, 2 avril 2014
Scénario : Lionel Froissart - Dessin : Christian Papazoglakis, Robert Paquet - Couleurs : Tanja Cinna, Christian Papazoglakis, Robert Paquet -  (ISBN 978-2-344-00102-8)

#### Sebring 70 - la12eheure
- Sebring 70 - la 12e heure[8],[29], Glénat, coll. « Plein gaz », Grenoble, 12 mai 2015
Scénario : Youssef Daoudi - Dessin et couleurs : Christian Papazoglakis -  (ISBN 978-2-344-00619-1)

#### Le Prix de la vitesse
- Le Prix de la vitesse[11],[12],[13], Glénat, coll. « Plein gaz », Grenoble, 2 mai 2018
Scénario et dessin : Christian Papazoglakis - Couleurs : trichromie -  (ISBN 978-2-344-02853-7),adapté de Mat Oxley (en).

#### Michel Vaillant
- 62. Le $pon$or, Graton éditeur, Bruxelles, janvier 1999
Scénario : Philippe Graton - Dessin : Jean Graton - Couleurs : Véronique Grobet, Yvan Paduart -  (ISBN 2-87098-043-4),Jean Graton est assisté de Guillaume Lopez, Christian Papazoglakis et Frédéric Pauwels.
- 63. Opération Mirage, Graton éditeur, Bruxelles, novembre 2001
Scénario : Philippe Graton - Dessin : Jean Graton - Couleurs : Usagi -  (ISBN 2-87098-050-7),Guillaume Lopez, Christian Papazoglakis, Daniel Bouchez et Frédéric Pauwels.
- 64. Opération Mirage, Graton éditeur, Bruxelles, novembre 2001
Scénario : Philippe Graton - Dessin : Jean Graton - Couleurs : Usagi -  (ISBN 2-87098-050-7),Jean Graton est assisté de Christian Papazoglakis et Frédéric Pauwels.
- 65. L'Épreuve, Graton éditeur, Bruxelles, octobre 2003
Scénario : Philippe Graton - Dessin : Jean Graton - Couleurs : Multiconcepts Production -  (ISBN 2-87098-050-7),Jean Graton est assisté de Guillaume Lopez, Christian Papazoglakis et Frédéric Pauwels.
- 67. Pour David, Graton éditeur, Bruxelles, mai 2004
Scénario : Philippe Graton - Dessin : Jean Graton - Couleurs : Multiconcepts Production -  (ISBN 2-87098-072-8),Jean Graton est assisté de Christian Papazoglakis, Robert Paquet, Frédéric Pauwels et Nedzad Kamenica.

##### SérieDossiers Michel Vaillant
Dans la série Dossiers Michel Vaillant, il assite Jean Graton sur les tomes 5 et 6.
- 5. Coluche - C'est l'exploit d'un mec..., Graton éditeur, Bruxelles, avril 1999
Scénario : Philippe Graton, Eric Courly, Bruno Gillet - Dessin : Jean Graton - Couleurs : Frank Brichau, Véronique  Grobet -  (ISBN 2-87098-039-6),Jean Graton est assisté de Christian Papazoglakis et Frédéric Pauwels.
- 6. Ayrton Senna, Le feu sacré, Graton éditeur, Bruxelles, septembre 2002
Scénario : Philippe Graton, Lionel Froissart - Dessin : Jean Graton - Couleurs : Usagi -  (ISBN 2-87098-051-5),Jean Graton est assisté de Guillaume Lopez, Christian Papazoglakis et Frédéric Pauwels.

### Collectifs
- 2. Des batailles du Mans à la Grande Guerre[30],[31], Petit à petit, coll. « L'histoire dans L'Histoire », Rouen, 23 avril 2019
Scénario : Olivier Renault - Dessin : collectif dont Christian Papazoglakis - Couleurs : collectif -  (ISBN 979-10-95670-91-9) — Dossiers historiques réalisés par Serge Bertin.
- Spa-Francorchamps[32], Point Image, août 2021
Scénario : collectif - Dessin : collectif dont Christian Papazoglakis -  (ISBN 2-930460-44-X),Format à l'italienne.

### Para-BD
À l'occasion, Christian Papazoglakis réalise des portfolios, ex-libris, posters ou sous-bocks.

#### Livres
: document utilisé comme source pour la rédaction de cet article.
- Philippe Mellot, Michel Denni, Laurent Turpin et Isabelle Morzadec, Trésors de la bande dessinée : BDM 2023-2024 - Catalogue encyclopédique et Argus, Paris, Les Arènes, novembre 2022, 23e éd., 1677 p., ill. ; 23 cm (ISBN 9791037507280, OCLC 1351462460, présentation en ligne), p. 57, 117, 162, 266, 518, 581, 1021, 1128, 1200, 1441. .

#### Articles
- Christian Papazoglakis (interviewé), « Interview de Christian Papazoglakis, à propos de « 24 Heures du Mans : 100 ans d'innovations » », La Mouette hurlante,‎ 26 mai 2023 (lire en ligne, consulté le 23 juillet 2024).

### Podcasts
- Émission numéro 83 Benjamin Benéteau - Christian Papazoglakis - Robert Paquet + Oliver Lord émission Eclectrique présentée par Romain Pierre Giergen, sur 48FM via Mixcloud, 2017, (1 h 25 min 25 s).